# إدارة كولورادو للإصلاحيات
إدارة كولورادو للإصلاحيات (بالإنجليزية: Colorado Department of Corrections)‏، هي الهيئة الرئيسية في حكومة ولاية كولورادو التي تدير السجون الحكومية في الولاية. يقع مقرها الرئيسي في حديقة الشتاء في مقاطعة إل باسو غير المدمجة في ولاية كولورادو، بالقرب من كولورادو سبرينغز. تضم إدارة السجون في ولاية كولورادو 20 سجنًا تديرها الدولة وكانت أيضًا مرتبطة بـ 7 سجون تجارية في كولورادو، حيث تتعاقد الولاية حاليًا مع 3 سجون تجارية.

## مرافق

### السجون التي تديرها الدولة
- مرفق إصلاحية وادي أركنساس (سعة 1007 سجين) (أوردواي)
- مركز أروهيد الإصلاحي (سعة 494 سجينًا) (مدينة كانون)
- مرفق بوينا فيستا الإصلاحي (سعة 826 سجينًا) (بوينا فيستا)
- مرفق سينتينيال الإصلاحي (سعة 604 نزلاء) (مدينة كانون) (مرفق أقصى درجات الأمن/الصحة العقلية)
- مركز كولورادو الإصلاحي (كامب جورج ويست) (سعة 150 سجينًا) (ذهبي)
- سجن ولاية كولورادو (سعة 756 سجينًا) (مدينة كانون) (منشأة ذات إجراءات أمنية مشددة)
- مرفق كولورادو الإصلاحي الإقليمي (سعة 900 نزيل) (مدينة كانون) (مرفق أمني متوسط)
- مركز الدلتا الإصلاحي (سعة 480 نزيلاً) (دلتا)
- مركز الاستقبال والتشخيص في دنفر (سعة 542 نزيلًا) (دنفر)
- إصلاحية دنفر للنساء (سعة 900 سجينة) (دنفر)
- مركز فور مايل الإصلاحي (سعة 499 سجينًا) (مدينة كانون)
- مرفق فريمونت الإصلاحي (سعة 1661 نزيلاً) (مدينة كانون)
- مرفق لافيستا الإصلاحي (سعة 564 سجينًا) (بويبلو)
- إصلاحية ليمون (سعة 960 نزيلاً) (ليمون)
- مركز إصلاحية البندقية (سعة 192 سجينًا) (بندقية)
- إصلاحية سان كارلوس (سعة 250 نزيلاً) (بويبلو) (مرفق للصحة العقلية)
- مركز سكاي لاين الإصلاحي (سعة 249 سجينًا) (مدينة كانون)
- منشأة ستيرلنج الإصلاحية (سعة 2545 نزيلاً) (جنيه استرليني)
- مرفق إصلاحية ترينيداد (سعة 500 سجين) (ترينيداد)
- نظام المجرم الشباب (بويبلو)

### السجون الربحية
- مرفق إصلاحية مقاطعة بنت (سعة 1466 سجينًا) (لاس أنيماس). مملوكة لشركة CoreCivic.[5]
- لم يعد مركز إعادة دخول جبل شايان (سعة 650 سجينًا) (مدينة كولورادو) جزءًا من CDOC اعتبارًا من 7 مارس 2020
- مرفق إصلاحية مقاطعة كراولي (سعة 1894 نزيلًا) (أولني سبرينغز). مملوكة لشركة CoreCivic.[5]
- سجن ساوثرن بيكس (مدينة كانون) للشباب مملوك لمجموعة GEO Group.

### سجون مغلقة
- منشأة فورت ليون الإصلاحية (مغلقة عام 2012) (مقاطعة بينت)
- مرفق إصلاحية السهول العالية ( فرشاة ) (مغلق منذ عام 2010) (آخر مملوكة ومدارة من قبل مجموعة GEO)
- مرفق هدسون الإصلاحي (هدسون) (مغلق منذ عام 2013) مملوكة لمجموعة GEO .
- إصلاحية مقاطعة هويرفانو (والسنبورج). مغلق منذ عام 2010 مملوكة لشركة CoreCivic.[5]
- مركز كيت كارسون الإصلاحي (برلنغتون) (سجن خاص؛ مغلق منذ عام 2016) مملوك لشركة CoreCivic.[5]

## عمليات
يُرسل جميع السجناء الذكور الذين يدخلون نظام إدارة السجون في ولاية كولورادو أولاً إلى مركز الاستقبال والتشخيص في دنفر (DRDC) قبل الانتقال إلى المرافق المخصصة لهم. تحدد التعيينات في المقام الأول بناءً على مستوى الأمان، ويمكن لكل مرفق استيعاب سجناء ذوي مستويات أمان مختلفة.
في عام 2012، لم تكن ولاية كولورادو تحتوي على سجن مخصص لعقوبة الإعدام. كان جميع السجناء الذين حكم عليهم بالإعدام يصنفوا على أنهم "قريبون"، وهو أعلى تصنيف للحراسة الممكن. اعتبارًا من عام 2017، نقلت جميع السجناء الذين حكم عليهم بالإعدام إلى مؤسسة ستيرلنج الإصلاحية. تقع غرفة الإعدام في سجن ولاية كولورادو. وفقًا للوائح الدولة، كانت التنفيذات تجري هناك. ألغيت عقوبة الإعدام في عام 2020.
من العقد 1890 حتى العقد 1990، كانت زنازين الإعدام في ولاية كولورادو تقع في مرفق كولورادو الإصلاحي الإقليمي. كانت غرفة التنفيذ أيضًا موجودة في هذا السجن. في العقد 1990، افتُتحت سجن ولاية كولورادو. في السابق، كان ينص القانون الدولي على أن يُحتجز السجناء الذين حُكم عليهم بالإعدام في مرفق الانفصال الإداري في سجن ولاية كولورادو. في عام 2011، قامت ولاية كولورادو بنقل سجنائها الذين حُكم عليهم بالإعدام من أجل تسوية دعوى قضائية فدرالية رفعها ناثان دانلاب، أحد سجناء الإعدام. اشتكى دانلاب من نقص ولاية الخدمات الخارجية في سجن ولاية كولورادو. شهد مرفق كراولي في مقاطعة كراولي اندلاع اثنين من الأحداث الكبيرة تورط فيهما سجناء من ولايتي كولورادو وواشنطن، الأول في عام 1999 عندما كانت تديرها شركة الخدمات الإصلاحية والثاني في 20 يوليو 2004، عندما كانت تمتلكها وتديرها شركة السجون الأمريكية، وكانت تشمل سجناء من ولاية وايومنج أيضًا.

## الضباط والمسؤولون الذين سقطوا
منذ إنشاء إدارة السجون في كولورادو، توفي 17 ضابطًا أثناء الخدمة، بما في ذلك توم كليمنتس.

## روابط خارجية
- إدارة كولورادو للإصلاحيات